# Comcel
Communication Cellulaire d'Haïti, S.A. ou (Comcel) devenue connue sous la marque commerciale Voilà, était une filiale du groupe américain Trilogy International Partners, opérant dans le domaine de la téléphonie mobile en Haïti.

## Historique
Comcel fut lancé à Port-au-Prince en septembre 1999, une année après l'obtention d'une licence pour le développement et l'opération d'un réseau national de télécommunication mobile TDMA. Elle vient alors s'ajouter à la Haitel qui avait commencé six mois plus tôt, en tant que deuxième compagnie à offrir la téléphonie mobile sur le marché haïtien.
Du même coup, Comcel obtient aussi le droit de développer et opérer un réseau de téléphone public en commençant avec Port-au-Prince et Jacmel pour ensuite desservir les provinces.
En 2002, Comcel obtient le droit d'effectuer des appels internationaux et commence cette même année.
Mais c'est en août 2005 qu'elle obtient le droit d'opérer un réseau national GSM qui est lancé le 21 octobre sous la marque commerciale Voilà qui devient aussi par défaut le nouveau nom de la compagnie.
En 2010, en partenariat avec Unibank, Comcel introduit la transaction mobile en Haïti où la pénétration cellulaire atteint 85 % contre un faible nombre de succursales bancaires.
Comcel a été acquise par Digicel le 30 mars 2012 pour US$ 97 millions.